# 埃米·劳顿
埃米·劳顿（英語：Amy Lawton，2002年1月19日—），澳大利亚女子曲棍球运动员。她曾代表澳大利亚参加2022年英联邦运动会曲棍球比赛，获得一枚银牌。她也曾参加2020年夏季奥林匹克运动会。